# Egyiptom az 1988. évi nyári olimpiai játékokon
Egyiptom a dél-koreai Szöulban megrendezett 1988. évi nyári olimpiai játékok egyik részt vevő nemzete volt. Az országot az olimpián 12 sportágban 49 sportoló képviselte, akik érmet nem szereztek.

## Asztalitenisz
Férfi
| Versenyző       | Versenyszám | Csoportkör | Csoportkör | Nyolcaddöntő      | Negyeddöntő       | Elődöntő          | Döntő             | Helyezés |
| Versenyző       | Versenyszám | Ellenfél Eredmény | Hely.      | Ellenfél Eredmény | Ellenfél Eredmény | Ellenfél Eredmény | Ellenfél Eredmény | Helyezés |
| --------------- | ----------- | --- | ---------- | ----------------- | ----------------- | ----------------- | ----------------- | -------- |
| Ashraf Helmy    | Egyes       | F csoport · Desmond Douglas (GBR) · 0:3 · Huang Huj-csie (Huang Huei-Chieh) (TPE) · 0:3 · Farjad Saif (PAK) · 3:1 · Zoran Kalinić (YUG) · 0:3 · Cláudio Kano (BRA) · 1:3 · Raymundo Fermín (DOM) · 3:1 · Erik Lindh (SWE) · 0:3 | 7.         | kiesett           | kiesett           | kiesett           | kiesett           | 49.      |
| Sherif El-Saket | Egyes       | E csoport · Kim Van (Kim Wan) (KOR) · 0:3 · Mariano Domuszcsiev (BUL) · 1:3 · Jörgen Persson (SWE) · 0:3 · Piotr Molenda (POL) · 1:3 · Szaitó Kijosi (JPN) · 0:3 · Jorge Gambra (CHI) · 0:3 · Kamlesh Mehta (IND) · 1:3         | 8.         | kiesett           | kiesett           | kiesett           | kiesett           | 57.      |
| Nihal Meshref   | Egyes       | G csoport · Bettine Vriesekoop (NED) · 0:3 · Gordana Perkučin (YUG) · 0:3 · Daniela Gergelcseva (BUL) · 0:3 · Hae-Ja Kim de Rimasa (ARG) · 1:3 · Alena Šafářová (TCH) · 0:3                                                     | 6.         | kiesett           | kiesett           | kiesett           | kiesett           | 41.      |

## Atlétika
Férfi
| Versenyző    | Versenyszám | Előfutam | Előfutam | Előfutam | Elődöntő | Elődöntő | Elődöntő | Döntő   | Döntő    |
| Versenyző    | Versenyszám | Idő      | Hely.    | Össz.    | Idő      | Hely.    | Össz.    | Idő     | Helyezés |
| ------------ | ----------- | -------- | -------- | -------- | -------- | -------- | -------- | ------- | -------- |
| Ahmed Ghanem | 400 m gát   | 50,44    | 4.       | 18.      | kiesett  | kiesett  | kiesett  | kiesett | kiesett  |

| Versenyző              | Versenyszám   | Selejtező             | Selejtező             | Döntő    | Döntő    |
| Versenyző              | Versenyszám   | Eredmény              | Helyezés              | Eredmény | Helyezés |
| ---------------------- | ------------- | --------------------- | --------------------- | -------- | -------- |
| Ahmed Mohamed Achouche | Súlylökés     | 18,94 m               | 15.                   | kiesett  | kiesett  |
| Ahmed Kamel Shatta     | Súlylökés     | 17,61 m               | 18.                   | kiesett  | kiesett  |
| Mohamed Hamed Naguib   | Diszkoszvetés | érvényes dobás nélkül | érvényes dobás nélkül | kiesett  | kiesett  |

## Birkózás
Kötöttfogású
| Versenyző               | Versenyszám | Vigaszágas kiesés | Vigaszágas kiesés | Helyosztók        | Helyosztók        | Bronz- mérkőzés                     | Döntő             | Helyezés    |
| Versenyző               | Versenyszám | Vigaszágas kiesés | Vigaszágas kiesés | 7. helyért        | 5. helyért        | Bronz- mérkőzés                     | Döntő             | Helyezés    |
| Versenyző               | Versenyszám | Ellenfél Eredmény | Hely.             | Ellenfél Eredmény | Ellenfél Eredmény | Ellenfél Eredmény                   | Ellenfél Eredmény | Helyezés    |
| ----------------------- | ----------- | --- | ----------------- | ----------------- | ----------------- | ----------------------------------- | ----------------- | ----------- |
| Abdel Latif Abdel Latif | 68 kg       | B csoport · Lars Lagerborg (SWE) · 0–9 · Sümer Koçak (TUR) · kétvállas                                                                                | 12.               | kiesett           | kiesett           | kiesett                             | kiesett           | helyezetlen |
| Moustafa Ramada Hussain | 82 kg       | A csoport · Barthelémy N'To (CMR) · kétvállas · Angel Sztojkov (BUL) · passzivitás · Komáromi Tibor (HUN) · 0–17                                      | 7.                | kiesett           | kiesett           | kiesett                             | kiesett           | helyezetlen |
| Kamal Ibrahim           | 90 kg       | A csoport · Evan Bernstein (ISR) · 8–11 · a 2. fordulóban erőnyerő · Roberto Neves Filho (BRA) · 17–0 · Jeórjiosz Pikilídisz (GRE) · 0–9              | 5.                | kiesett           | kiesett           | kiesett                             | kiesett           | helyezetlen |
| Hassan El-Haddad        | 130 kg      | B csoport · Navind Ramsaran (MRI) · kétvállas · Farhan Mohammed (IRQ) · passzivitás · Degucsi Kazuja (JPN) · kétvállas · Rangel Gerovszki (BUL) · 0–5 | 2.                |                   |                   | Tomas Johansson (SWE) · passzivitás |                   | 4.          |

Szabadfogású
| Versenyző               | Versenyszám | Vigaszágas kiesés                                                                                          | Vigaszágas kiesés | Helyosztók        | Helyosztók        | Bronz- mérkőzés   | Döntő             | Helyezés    |
| Versenyző               | Versenyszám | Vigaszágas kiesés                                                                                          | Vigaszágas kiesés | 7. helyért        | 5. helyért        | Bronz- mérkőzés   | Döntő             | Helyezés    |
| Versenyző               | Versenyszám | Ellenfél Eredmény                                                                                          | Hely.             | Ellenfél Eredmény | Ellenfél Eredmény | Ellenfél Eredmény | Ellenfél Eredmény | Helyezés    |
| ----------------------- | ----------- | --- | ----------------- | ----------------- | ----------------- | ----------------- | ----------------- | ----------- |
| Mohamed El-Khodary      | 68 kg       | A csoport · Gustavo Manzur (ESA) · 19–3 · Amir Reza Khadem Azgadhi (IRI) · 0–16 · Amar Wattar (SYR) · 3–14 | 9.                | kiesett           | kiesett           | kiesett           | kiesett           | helyezetlen |
| Moustafa Ramada Hussain | 82 kg       | A csoport · Itó Acusi (JPN) · 0–4 · Daniel Iglesias (ARG) · 10–5 · Čedo Nikolovski (YUG) · 4–6             | 10.               | kiesett           | kiesett           | kiesett           | kiesett           | helyezetlen |
| Hassan El-Haddad        | 130 kg      | A csoport · Bruce Baumgartner (USA) · kizárták · a 2. fordulótól visszalépett                              | 8.                | kiesett           | kiesett           | kiesett           | kiesett           | helyezetlen |

## Cselgáncs
| Versenyző             | Versenyszám | Csoport | Selejtező                       | 32-es főtábla                          | Nyolcaddöntő                        | Negyeddöntő                     | Elődöntő          | Vigaszág nyolcaddöntő | Vigaszág negyeddöntő            | Vigaszág elődöntő                           | Bronz- mérkőzés   | Döntő             | Helyezés |
| Versenyző             | Versenyszám | Csoport | Ellenfél Eredmény               | Ellenfél Eredmény                      | Ellenfél Eredmény                   | Ellenfél Eredmény               | Ellenfél Eredmény | Ellenfél Eredmény     | Ellenfél Eredmény               | Ellenfél Eredmény                           | Ellenfél Eredmény | Ellenfél Eredmény | Helyezés |
| --------------------- | ----------- | ------- | ------------------------------- | -------------------------------------- | ----------------------------------- | ------------------------------- | ----------------- | --------------------- | ------------------------------- | ------------------------------------------- | ----------------- | ----------------- | -------- |
| Emad El-Din Hassan    | Légsúly     | A       | erőnyerő                        | Patrick Roux (FRA) · 0000–0000 (bírói) | kiesett                             | kiesett                         | kiesett           |                       |                                 |                                             |                   |                   | 20.      |
| Walid Mohamed Hussain | Váltósúly   | B       | Németh Károly (HUN) · 0001–0000 | Waldemar Legień (POL) · 0000–0200      |                                     |                                 |                   |                       | Gastón García (ARG) · 0000–0200 | kiesett                                     | kiesett           |                   | 9.       |
| Mohamed Ali Rashwan   | Nehézsúly   | A       |                                 | erőnyerő                               | Sigurður Bergmann (ISL) · 1100–0000 | Szaitó Hitosi (JPN) · 0000–1000 |                   |                       |                                 | Dimitar Zaprjanov (BUL) · 0000–0000 (bírói) | kiesett           |                   | 7.       |

## Kosárlabda

### Férfi
| Egyiptomi férfi kosárlabdacsapat-játékoskeret                                                              | Egyiptomi férfi kosárlabdacsapat-játékoskeret                                                                   |
| --- | --- |
| - Ahmed Soliman - Alaa El-Din Abdoun - Alain Attalah - Amir Abdel Meguid - Ashraf Sedky - El-Sayed Mohamed | - Emad El-Din Mahmoud Ali - Hany Moussa - Hisham Khalil - Mohamed El-Shakeri - Mohamed Ismail - Ashraf El-Kordy |

#### Eredmények
Csoportkör
B csoport
| Csapat                 | M | Gy | V | P+  | P–  | Pk   |
| ---------------------- | - | -- | - | --- | --- | ---- |
| Egyesült Államok (USA) | 5 | 5  | 0 | 485 | 302 | +183 |
| Spanyolország (ESP)    | 5 | 4  | 1 | 484 | 435 | +49  |
| Brazília (BRA)         | 5 | 3  | 2 | 590 | 522 | +68  |
| Kanada (CAN)           | 5 | 2  | 3 | 479 | 455 | +24  |
| Kína (CHN)             | 5 | 1  | 4 | 431 | 527 | –96  |
| Egyiptom (EGY)         | 5 | 0  | 5 | 338 | 566 | –228 |

| 1988. szeptember 17. | Kína (CHN) | 96–84 | Egyiptom (EGY) |  |
| 1988. szeptember 17. | (47–43)    |       |                |  |

| 1988. szeptember 20. | Egyiptom (EGY) | 70–113 | Spanyolország (ESP) |  |
| 1988. szeptember 20. | (44–57)        |        |                     |  |

| 1988. szeptember 21. | Kanada (CAN) | 117–64 | Egyiptom (EGY) |  |
| 1988. szeptember 21. | (61–32)      |        |                |  |

| 1988. szeptember 23. | Brazília (BRA) | 138–85 | Egyiptom (EGY) |  |
| 1988. szeptember 23. | (66–38)        |        |                |  |

| 1988. szeptember 24. | Egyiptom (EGY) | 35–102 | Egyesült Államok (USA) |  |
| 1988. szeptember 24. | (21–62)        |        |                        |  |

A 9–12. helyért
| 1988. szeptember 26. | Közép-afrikai Köztársaság (CAF) | 63–57 | Egyiptom (EGY) |  |
| 1988. szeptember 26. | (33–31)                         |       |                |  |

A 11. helyért
| 1988. szeptember 29. | Kína (CHN) | 97–75 | Egyiptom (EGY) |  |
| 1988. szeptember 29. | (56–42)    |       |                |  |

| Csapat         | Helyezés |
| -------------- | -------- |
| Egyiptom (EGY) | 12.      |

## Lovaglás
Díjugratás
| Versenyző            | Ló          | Versenyszám | Selejtező | Selejtező | Selejtező | Selejtező | Döntő   | Döntő   | Döntő   | Döntő   | Döntő    |
| Versenyző            | Ló          | Versenyszám | 1. kör    | 2. kör    | Össz.     | Össz.     | 1. kör  | 1. kör  | 2. kör  | Össz.   | Össz.    |
| Versenyző            | Ló          | Versenyszám | Pont      | Pont      | Pont      | Hely.     | Pont    | Hely.   | Pont    | Pont    | Helyezés |
| -------------------- | ----------- | ----------- | --------- | --------- | --------- | --------- | ------- | ------- | ------- | ------- | -------- |
| André Salah Sakakini | Tric Trac 2 | Egyéni      | 0,00      | 33,00     | 33,00     | 58.       | kiesett | kiesett | kiesett | kiesett | kiesett  |

## Ökölvívás
| Versenyző             | Versenyszám  | Selejtező                        | 32-es főtábla                  | Nyolcaddöntő                             | Negyeddöntő                | Elődöntő          | Döntő             | Helyezés |
| Versenyző             | Versenyszám  | Ellenfél Eredmény                | Ellenfél Eredmény              | Ellenfél Eredmény                        | Ellenfél Eredmény          | Ellenfél Eredmény | Ellenfél Eredmény | Helyezés |
| --------------------- | ------------ | -------------------------------- | ------------------------------ | ---------------------------------------- | -------------------------- | ----------------- | ----------------- | -------- |
| Moustafa Esmail       | Papírsúly    | erőnyerő                         | Leopoldo Serrantes (PHI) · RSC | kiesett                                  | kiesett                    | kiesett           | kiesett           | 17.      |
| Gamal El-Din El-Koumy | Légsúly      | Amir Hussain (IRQ) · 4:1         | Ramazan Gül (TUR) · 4:1        | Szerafim Todorov (BUL) · mérkőzés nélkül | kiesett                    | kiesett           | kiesett           | 9.       |
| Mohamed Hegazi        | Könnyűsúly   | Dalbahadur Ranamagar (NEP) · 5:0 | Blessing Onoko (NGR) · 5:0     | Azzedine Saïd (ALG) · 5:0                | Andreas Zülow (GDR) · 0:5  | kiesett           | kiesett           | 5.       |
| Ahmed El-Nagar        | Félnehézsúly |                                  | erőnyerő                       | Chris Collins (GRN) · 5:0                | Henryk Petrich (POL) · 0:5 | kiesett           | kiesett           | 5.       |

RSC – a mérkőzésvezető megállította a mérkőzést

## Öttusa
| Versenyző                                          | Versenyszám | Lovaglás | Lovaglás | Lovaglás | Vívás    | Vívás | Vívás | Úszás   | Úszás | Úszás | Lövészet | Lövészet | Lövészet | Futás    | Futás | Futás | Összesen    | Összesen |
| Versenyző                                          | Versenyszám | Idő      | Pont     | Hely.    | Pontszám | Pont  | Hely. | Idő     | Pont  | Hely. | Eredmény | Pont     | Hely.    | Idő      | Pont  | Hely. | Összes pont | Helyezés |
| -------------------------------------------------- | ----------- | -------- | -------- | -------- | -------- | ----- | ----- | ------- | ----- | ----- | -------- | -------- | -------- | -------- | ----- | ----- | ----------- | -------- |
| Mohamed Abdou El-Souad                             | Egyéni      | 1:39,62  | 1100     | 1.       | 27–37    | 694   | 45.   | 3:45,22 | 1072  | 59.   | 196      | 1044     | 4.       | 14:34,05 | 943   | 50.   | 4853        | 31.      |
| Ayman Mahmoud                                      | Egyéni      | 2:14,51  | 946      | 34.      | 22–42    | 609   | 57.   | 3:32,32 | 1176  | 35.   | 189      | 890      | 34.      | 13:57,17 | 1054  | 33.   | 4675        | 45.      |
| Moustafa Adam                                      | Egyéni      | 1:56,38  | 1012     | 16.      | 29–35    | 728   | 39.   | 3:36,67 | 1140  | 44.   | 190      | 912      | 31.      | 15:24,42 | 793   | 60.   | 4585        | 49.      |
| Mohamed Abdou El-Souad Ayman Mahmoud Moustafa Adam | Csapat      |          | 3058     | 1.       |          | 2031  | 16.   |         | 3388  | 14.   |          | 2846     | 6.       |          | 2790  | 16.   | 14113       | 12.      |

## Sportlövészet
Nyílt
| Versenyző        | Versenyszám | Selejtező | Selejtező | Döntő   | Döntő    |
| Versenyző        | Versenyszám | Pont      | Helyezés  | Pont    | Helyezés |
| ---------------- | ----------- | --------- | --------- | ------- | -------- |
| Sherif Saleh     | Trap        | 142       | 25.       | kiesett | kiesett  |
| Mohamed Khorshed | Skeet       | 143       | 33.       | kiesett | kiesett  |

## Súlyemelés
| Versenyző       | Versenyszám | Szakítás                 | Szakítás                 | Lökés                    | Lökés                    | Összesen | Helyezés |
| Versenyző       | Versenyszám | Eredmény                 | Helyezés                 | Eredmény                 | Helyezés                 | Összesen | Helyezés |
| --------------- | ----------- | ------------------------ | ------------------------ | ------------------------ | ------------------------ | -------- | -------- |
| Ramadan Aly     | 52 kg       | 100,0                    | 10.                      | érvényes kísérlet nélkül | érvényes kísérlet nélkül | kiesett  | kiesett  |
| Khalil El-Sayed | 75 kg       | 142,5                    | 12.                      | 172,5                    | 16.                      | 315,0    | 13.      |
| Mahmoud Mahgoub | 90 kg       | érvényes kísérlet nélkül | érvényes kísérlet nélkül | kiesett                  | kiesett                  | kiesett  | kiesett  |
| Reda El-Batoty  | +110 kg     | 175,0                    | 4.                       | 217,5                    | 6.                       | 392,5    | 6.       |
| Adhan Mohamed   | +110 kg     | 152,5                    | 11.                      | 190,0                    | 11.                      | 342,5    | 12.      |

## Úszás
Férfi
| Versenyző                                               | Versenyszám          | Előfutam | Előfutam | Előfutam | Döntő   | Döntő   | Döntő   | Helyezés |
| Versenyző                                               | Versenyszám          | Idő      | Hely.    | Össz.    | Típus   | Idő     | Hely.   | Helyezés |
| ------------------------------------------------------- | -------------------- | -------- | -------- | -------- | ------- | ------- | ------- | -------- |
| Mohamed El-Azoul                                        | 50 m gyors           | 24,64    | 7.       | 42.*     | kiesett | kiesett | kiesett | kiesett  |
| Mohamed Hassan                                          | 50 m gyors           | 25,11    | 8.       | 48.      | kiesett | kiesett | kiesett | kiesett  |
| Moustafa Amer                                           | 100 m gyors          | 53,57    | 2.       | 45.      | kiesett | kiesett | kiesett | kiesett  |
| Moustafa Amer                                           | 200 m gyors          | 1:57,50  | 3.       | 47.      | kiesett | kiesett | kiesett | kiesett  |
| Amin Amer                                               | 100 m hát            | 1:00,76  | 8.       | 39.      | kiesett | kiesett | kiesett | kiesett  |
| Ahmed Abdullah                                          | 200 m pillangó       | 2:05,28  | 3.       | 31.      | kiesett | kiesett | kiesett | kiesett  |
| Mohamed El-Azoul Amin Amer Mohamed Hassan Moustafa Amer | 4 × 100 m gyorsváltó | kizárták | kizárták | kizárták | kiesett | kiesett | kiesett | kiesett  |

## Vívás
Férfi
| Versenyző               | Versenyszám | Selejtező | Selejtező | Selejtező | Selejtező | Selejtező | Selejtező | Főtábla           | Főtábla           | Főtábla           | Vigaszág          | Vigaszág          | Vigaszág          | Vigaszág          | Negyeddöntő       | Elődöntő          | Döntő             | Helyezés |
| Versenyző               | Versenyszám | 1. kör | 1. kör    | 2. kör | 2. kör    | 3. kör | 3. kör    | 1. kör            | 2. kör            | 3. kör            | 1. kör            | 2. kör            | 3. kör            | 4. kör            | Negyeddöntő       | Elődöntő          | Döntő             | Helyezés |
| Versenyző               | Versenyszám | Ellenfél Eredmény | Hely.     | Ellenfél Eredmény | Hely.     | Ellenfél Eredmény | Hely.     | Ellenfél Eredmény | Ellenfél Eredmény | Ellenfél Eredmény | Ellenfél Eredmény | Ellenfél Eredmény | Ellenfél Eredmény | Ellenfél Eredmény | Ellenfél Eredmény | Ellenfél Eredmény | Ellenfél Eredmény | Helyezés |
| ----------------------- | ----------- | --- | --------- | --- | --------- | --- | --------- | ----------------- | ----------------- | ----------------- | ----------------- | ----------------- | ----------------- | ----------------- | ----------------- | ----------------- | ----------------- | -------- |
| Abdel Monem El-Husseini | Tőr, egyéni | 1. csoport · Douglas Fonseca (BRA) · 5–2 · Sergio Turiace (ARG) · 5–3 · Eric Strand (SWE) · 5–1 · Matthias Gey (FRG) · 3–5                                 | 2.        | 6. csoport · Dave Littell (USA) · 5–1 · Pierre Harper (GBR) · 5–4 · Emura Kódzsi (JPN) · 2–5 · Borisz Koreckij (URS) · 3–5 · Laurent Bel (FRA) · 2–5             | 4.        | 3. csoport · Stefano Cerioni (ITA) · 5–4 · Matthias Gey (FRG) · 3–5 · Szekeres Pál (HUN) · 0–5 · Udo Wagner (GDR) · 0–5 | 5.        | kiesett           | kiesett           | kiesett           | kiesett           | kiesett           | kiesett           | kiesett           | kiesett           | kiesett           | kiesett           | 35.      |
| Ahmed Mohamed           | Tőr, egyéni | 5. csoport · Kim Szungphjo (Kim Seung-Pyo) (KOR) · 4–5 · Pedro Cornet (PAR) · 5–0 · Mike Marx (USA) · 5–1 · Jens Howe (GDR) · 2–5 · Mauro Numa (ITA) · 3–5 | 4.        | 8. csoport · Lao Sao-pej (Lao Shaopei) (CHN) · 4–5 · Udo Wagner (GDR) · 3–5 · Marian Sypniewski (POL) · 2–5 · Eric Strand (SWE) · 3–5 · Gátai Róbert (HUN) · 2–5 | 6.        | kiesett | kiesett   | kiesett           | kiesett           | kiesett           | kiesett           | kiesett           | kiesett           | kiesett           | kiesett           | kiesett           | kiesett           | 45.      |